# سیمگه سلجوق
سیمگه سلجوق (زاده ۲۸ ژانویه ۱۹۷۵) بازیگر اهل ترکیه است.

## زندگی و حرفه
سلجوق در ۲۷ ژانویه ۱۹۷۵ در آنکارا به دنیا آمد. او فارغ‌التحصیل رشته موسیقی و هنرهای نمایشی از دانشگاه بیل‌کند است. او اولین حضور تلویزیونی خود را با بازی در سریال تلویزیونی Ferhunde Hanımlar در سال ۱۹۹۳ انجام داد. او در سال ۲۰۰۴ با بازی در نقش لیلا در سریال Aliye به شهرت رسید. او با ایفای نقش در مجموعه‌های تلویزیونی مختلف از جمله Kalbimdeki Deniz ,Avrupa Avrupa و Acemi Cadı به کار خود ادامه داد. او بین سال‌های ۲۰۲۱ تا ۲۰۲۴ شخصیت‌ نباهت را در مجموعه‌تلویزیونی خواهر و برادرانم ایفا کرد.